# Vully-les-Lacs
Vully-les-Lacs é uma comuna da Suíça, situada no distrito de Broye-Vully, no cantão de Vaud. Tem 21,15 km² de área e sua população em 2018 foi estimada em 3.149 habitantes.